# Venezia (pirofregata)
La Venezia è stata una pirofregata corazzata della Regia Marina.

## Nome
La Venezia del 1873 fu la prima nave militare a portare il nome della città sulla laguna, che all'epoca della costruzione dell'unità era stata da pochi anni annessa all'Italia.
Successivamente nella Regia Marina una sola altra unità da guerra ha portato il nome Venezia: un esploratore, ex SMS Saida, della classe Helgoland della K.u.K. Kriegsmarine, che l'Italia ricevette in conto riparazioni danni di guerra al termine della prima guerra mondiale.

## Caratteristiche e costruzione

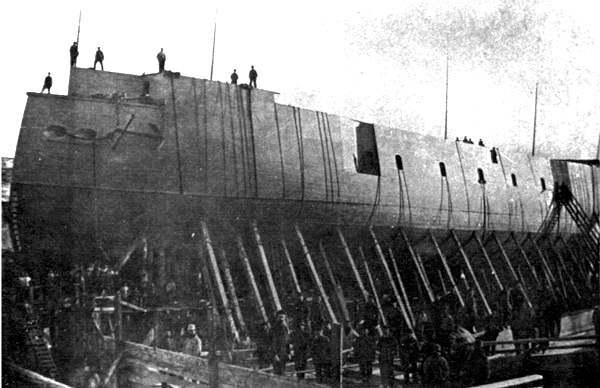
21 gennaio 1869, la nave in preparazione per il varo.

Impostata nei cantieri genovesi della Foce nel febbraio 1863 su progetto del generale ispettore del Genio Navale ingegner Giuseppe De Luca, la Venezia poté essere consegnata solo nell'aprile del 1873, dopo oltre dieci anni di lavori.
Lo scafo era in legno, rivestito di piastre corazzate in ferro, dello spessore di 150 millimetri alla cintura e 120 millimetri alla ridotta. Oltre all'apparato motore a vapore la nave aveva due alberi a vele quadre ed uno a vele auriche (armamento velico a brigantino a palo) con 2.957 m2 di velatura.
Grazie anche alla grande lunghezza dei lavori, la Venezia poté adottare per i propri cannoni (17 pezzi di calibri vari) la disposizione a batteria centrale, che consentiva di colpire contemporaneamente prua e fiancata, mentre la capoclasse Roma, ultimata quattro anni prima, aveva ancora i propri pezzi nella meno efficace batteria di fiancata.

## Storia operativa
Nel corso dei suoi ventitré anni di servizio, non avendo partecipato l'Italia ad alcun conflitto di rilievo, la Venezia non ebbe mai modo di partecipare ad operazioni belliche.

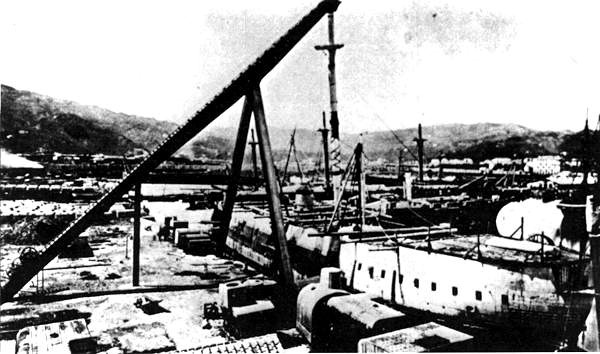
La nave durante l'allestimento.

Tra il 1874 ed il 1875 la nave venne sottoposta a lavori di rimodernamento dell'armamento, che divenne composto da 18 cannoni da 250 mm ed uno da 220 mm.
Nel 1881, essendo ormai sorpassata dall'introduzione delle corazzate a torri, la Venezia cessò il servizio di squadra e, dopo le opportune modifiche (ridimensionamento di alberature ed armamento), venne adibita al ruolo di nave scuola torpedinieri a La Spezia.
La vecchia unità proseguì in questo servizio sino al 23 agosto 1895, quando venne radiata. Fu demolita nel 1896.